# Sinagoga nuova di Berlino
La sinagoga nuova di Berlino (in tedesco: Neue Synagoge Berlin) è una sinagoga che si trova a Berlino, su Oranienburger Straße, nel quartiere Mitte. Ne sopravvive (restaurata nel 1988-93) solo la facciata con la cupola che faceva da ingresso monumentale al tempio. Quella che era la più grande e sfarzosa sala di preghiera di Berlino e dell'intera Germania, capace di ospitare oltre 3.000 persone, è oggi scomparsa. Vandalizzata nel 1938 nella notte dei cristalli e quindi devastata nel 1943 dai bombardamenti della seconda guerra mondiale, la sala di preghiera venne demolita nel 1958 dalle autorità della DDR.

## La costruzione
La comunità ebraica di Berlino viveva nell'Ottocento un periodo di grande crescita demografica. Si rendeva così necessaria la costruzione di edifici sinagogali sempre più grandi e all'altezza del prestigio sociale raggiunto dalla comunità.
La sinagoga nuova di Berlino fu costruita tra il 1859 e il 1866 su progetto dell'architetto Eduard Knoblauch. Quando egli morì, il progetto fu portato avanti e completato da Friedrich August Stüler.
Fu inaugurata nel 1866 alla presenza del conte Otto von Bismarck, allora Primo ministro della Prussia. Era la più grande sinagoga di Berlino, capace di ospitare nella sua monumentale sala di preghiera oltre 3.000 persone
Fino alla seconda guerra mondiale la sinagoga fu il centro della vita religiosa e culturale degli ebrei berlinesi. Con l'organo e un coro, il servizio liturgico (in lingua tedesca) rifletteva le tendenze riformatrici della comunità berlinese del tempo. L'edificio fu usato non solo per il culto ma anche per concerti e manifestazioni culturali; qui Albert Einstein si esibì nel 1930 in un concerto per violino.

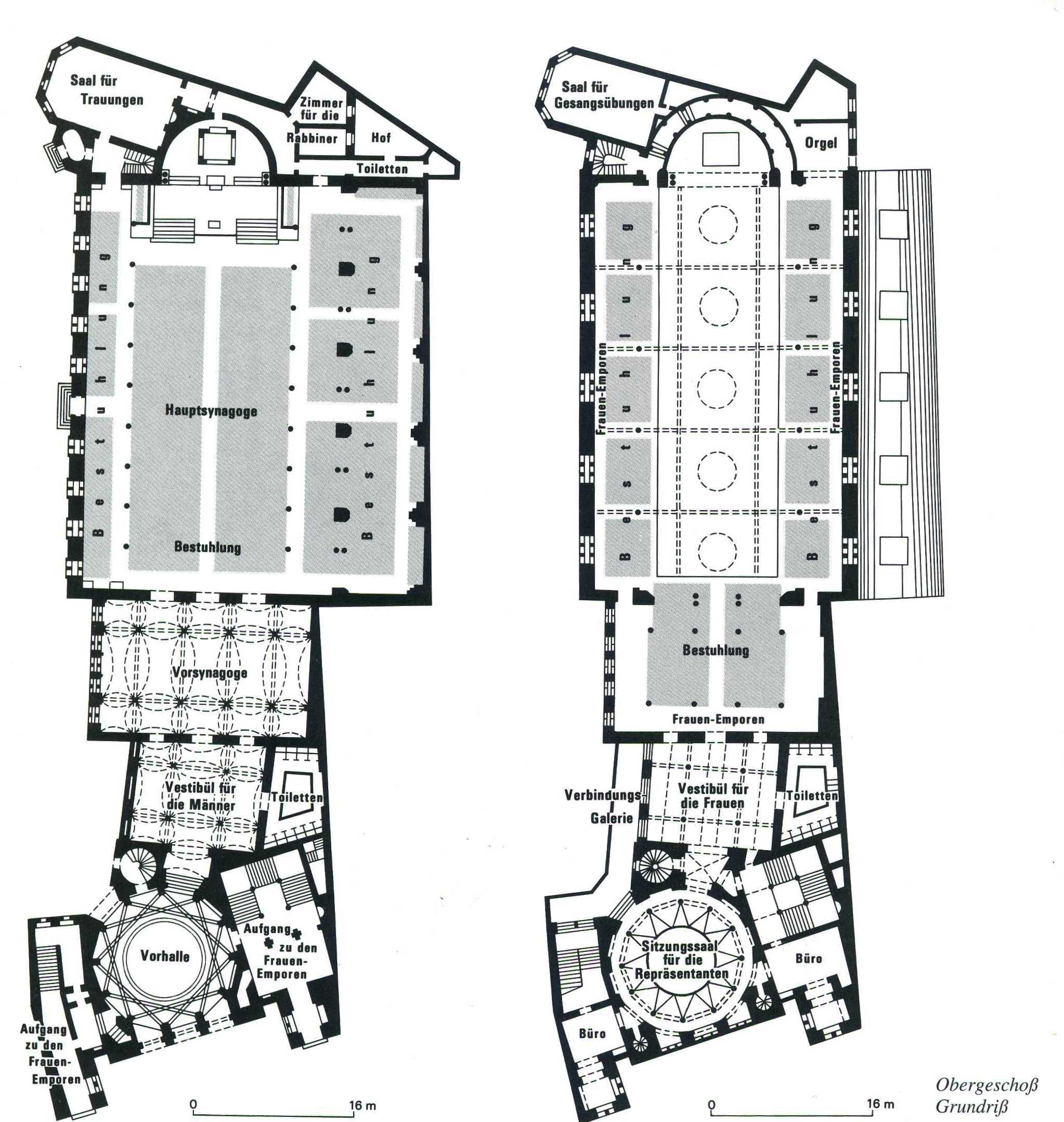
Pianta dei due piani della sinagoga, con la facciata e i locali di ingresso su Oranienburger Straße e la grande sala di preghiera (oggi scomparsa) sul retro

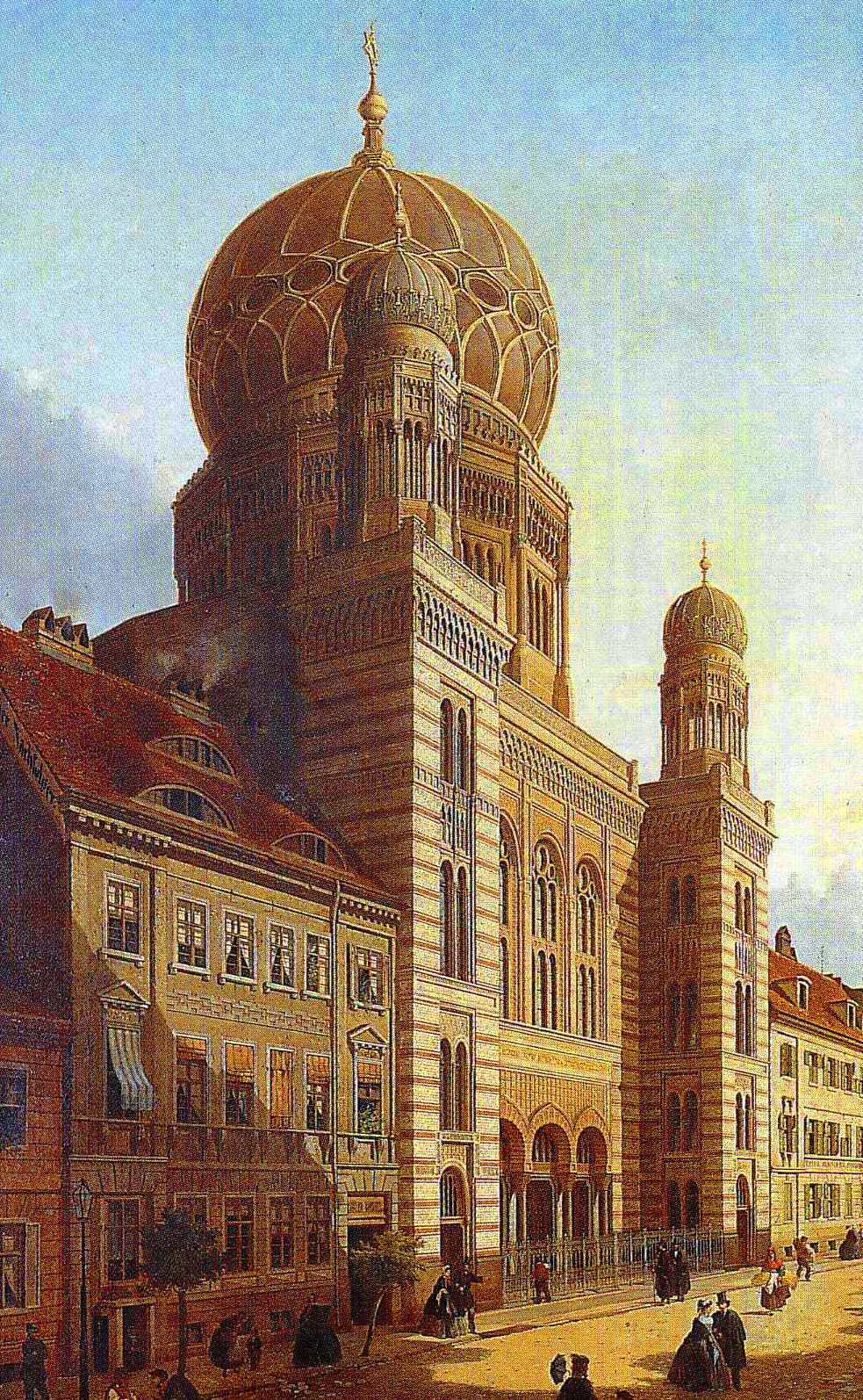
1865
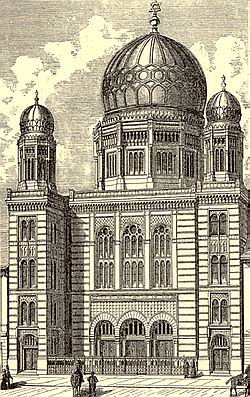
1866
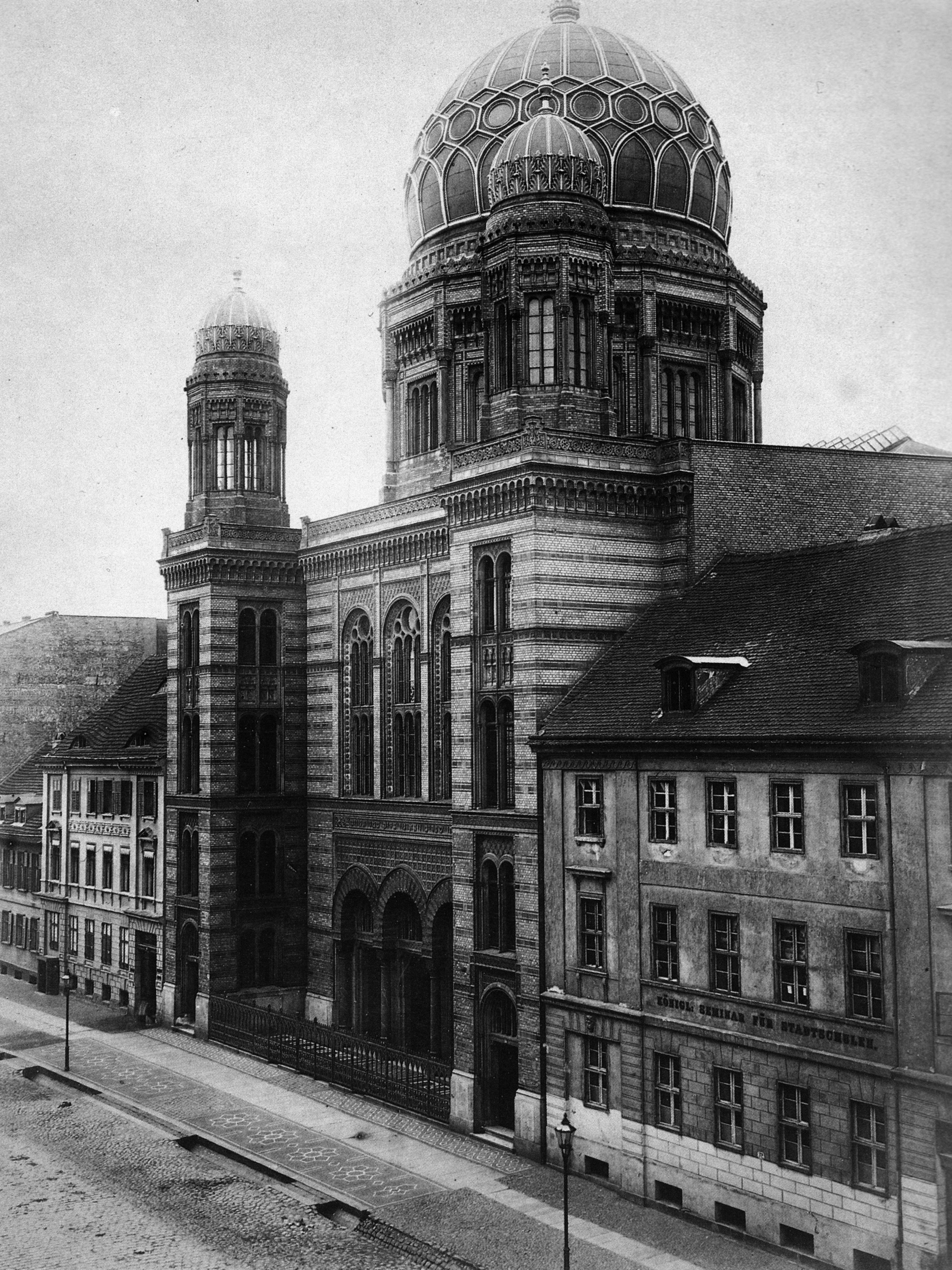
1870

## Architettura
Eduard Knoblauch e Friedrich August Stüler realizzarono un grandioso edificio in stile neomoresco, secondo una moda allora diffusa nella costruzione delle sinagoghe del tempo. La struttura venne edificata tenendo conto della forma asimmetrica del terreno su cui si andava ad edificare. La stretta facciata su Oranienburger Straße, allineata ed attaccata alle case circostante. era fiancheggiata da due torri e terminava con una grande cupola a bulbo. All'ingresso vi era un vestibolo circolare da cui si accedeva agli uffici e alla sala di preghiera.
La sala principale si estendeva sul retro degli edifici di ingresso con un asse perpendicolare leggermente spostato di 15 gradi sulla destra per seguire il tradizionale orientamento a est. Lunga 45 metri e larga 40 metri, era a tre navate con i matronei sulle navate laterali, sorretti da colonne in ghisa. Le due torri all'ingresso davano l'accesso ad una scalinata che portava direttamente alle gallerie.
L'arca santa era collocata sulla parete di fondo in un baldacchino anch'esso ad archi moreschi. Davanti aveva il leggio e i candelabri. Il grande organo fu installato nel 1868.

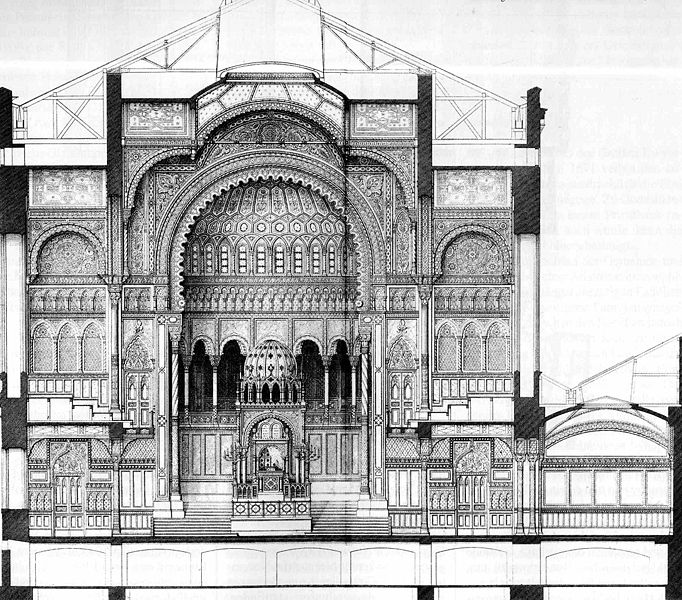
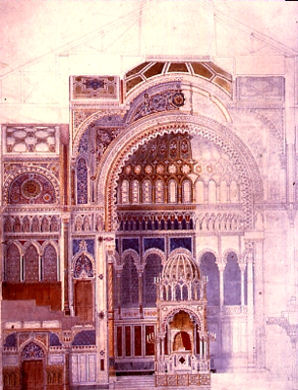
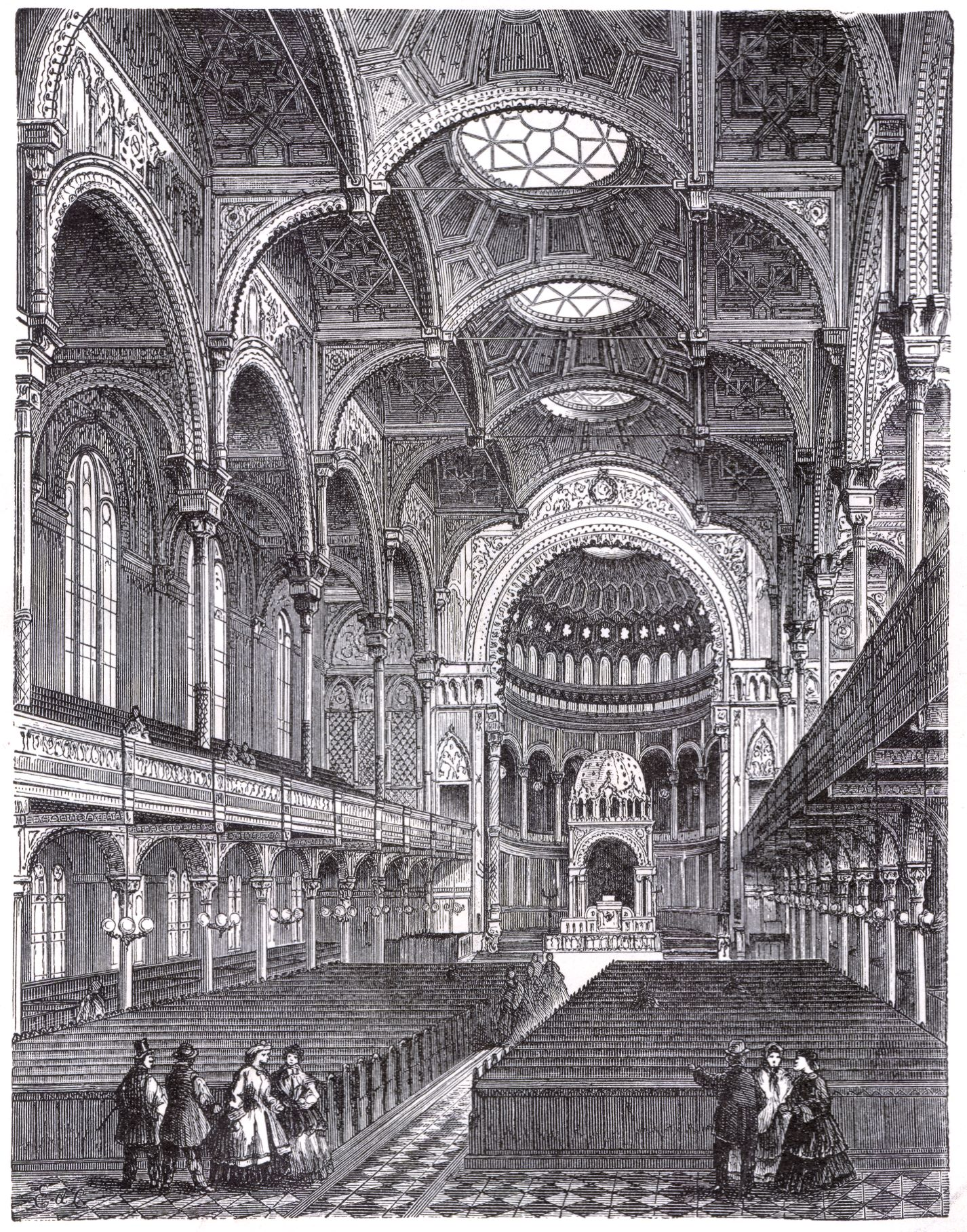
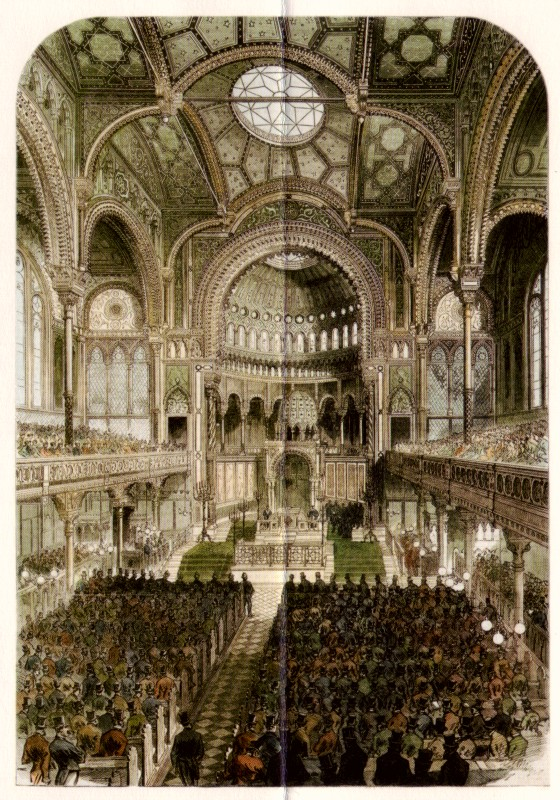

## Distruzione, memoria, restauro e rinascita

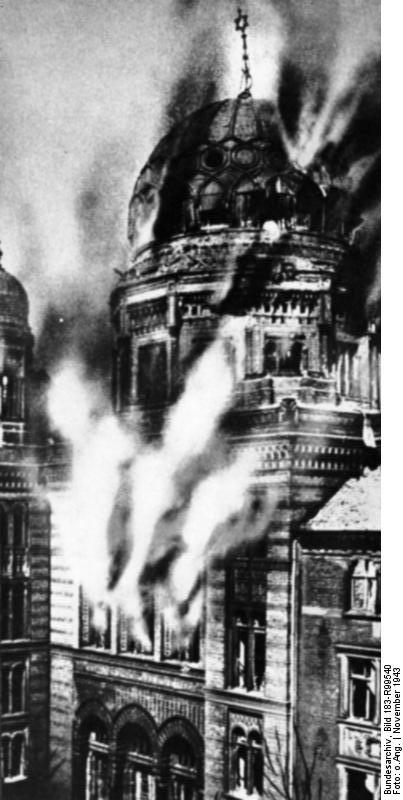
L'incendio della sinagoga nel novembre 1943

Nel 1938, durante la Notte dei cristalli, la sinagoga venne vandalizzata dalle milizie naziste, ma l'intervento della polizia municipale consentì ai vigili del fuoco di estinguere le fiamme prima che l'incendio si estendesse. L'edificio poté in qualche modo essere riadattato al culto fino al 5 aprile 1940, quando la grande sala di preghiera fu requisita dalle autorità naziste che ne fecero un magazzino per l'esercito. Gli ebrei berlinesi poterono continuare ad usare la sala di riunione sotto la cupola di ingresso ancora fino al settembre 1942, quando l'intero edificio fu loro precluso. Nella notte tra il 22 e il 23 novembre 1943 la sinagoga fu colpita durante i bombardamenti che lasciarono l'edificio in completa rovina.
Nel dopoguerra, le autorità della DDR decisero la demolizione delle rovine della grande sala di preghiera nel 1958. Fu abbattuta anche la cupola che, pur danneggiata, era ancora in piedi.
Il 5 settembre 1966 la comunità ebraica di Berlino pose una prima lapide (in tedesco) sulla facciata dell'edificio ancora in rovina, a ricordare il centenario della costruzione e la distruzione del Tempio: "Questa sinagoga ha 100 anni e fu data alle fiamme dai nazisti il 9 novembre 1938 nella notte dei cristalli. Durante la seconda guerra mondiale, 1939-1945, fu distrutta nel 1943 dai bombardamenti. La facciata di questo tempio rimane come memoria e monito perenne a non dimenticare". Una seconda lapide (sempre in tedesco) del 9 novembre 1988 segna invece l'inizio di tempi nuovi di rinascita: "50 anni dopo la profanazione della Sinagoga, e 45 anni dopo la sua distruzione, è nostra volontà che questa casa rinasca, con il sostegno di molti amici nel nostro paese e in tutto il mondo".

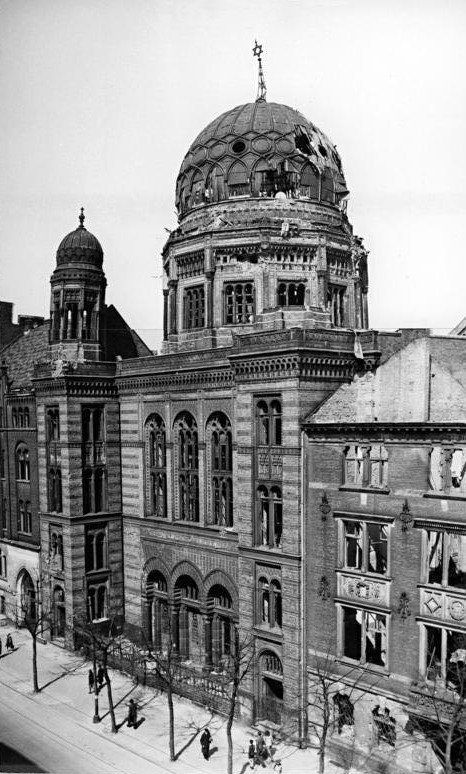
Le rovine della sinagoga nel 1948
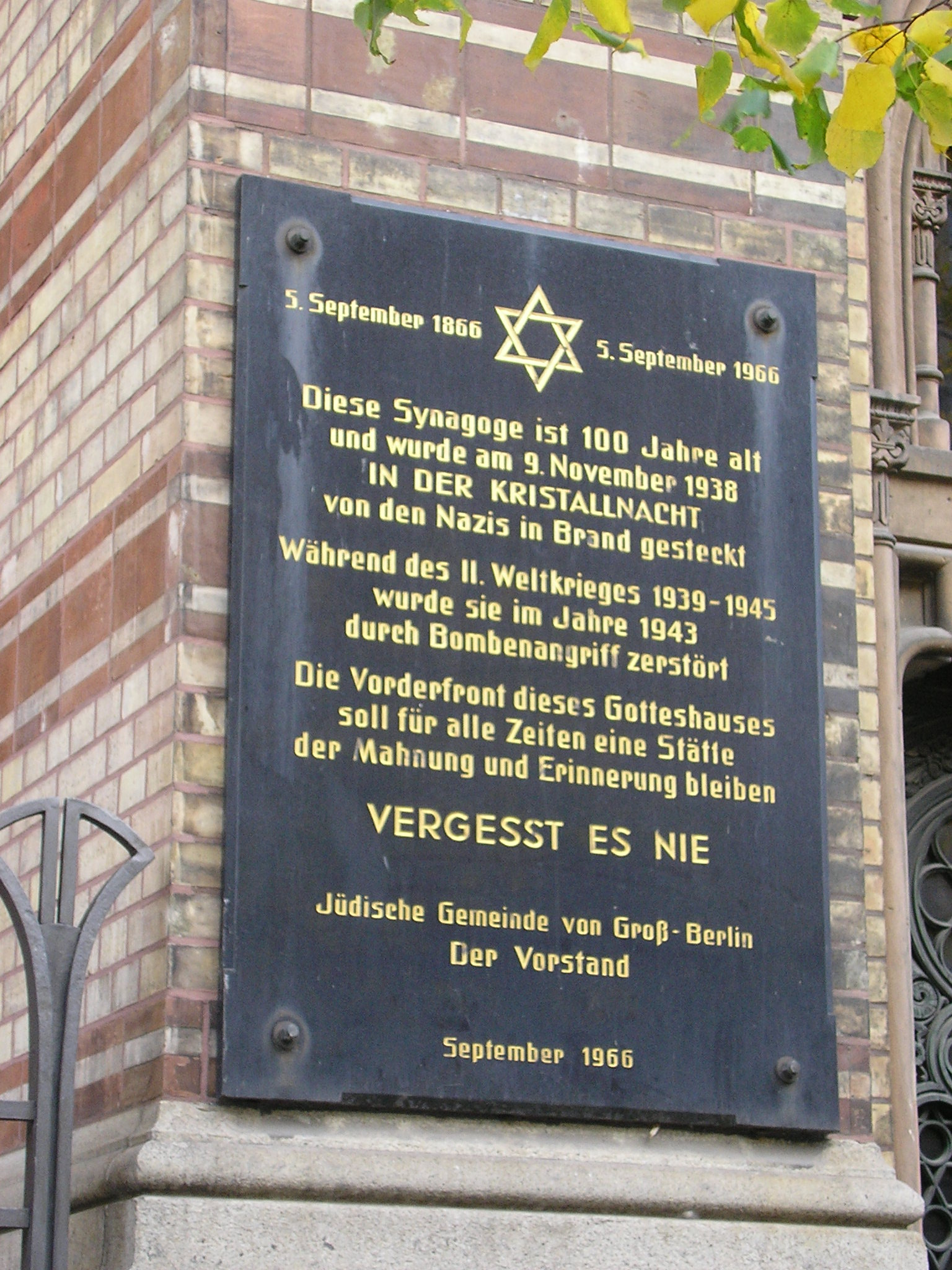
La targa del 5 settembre 1966
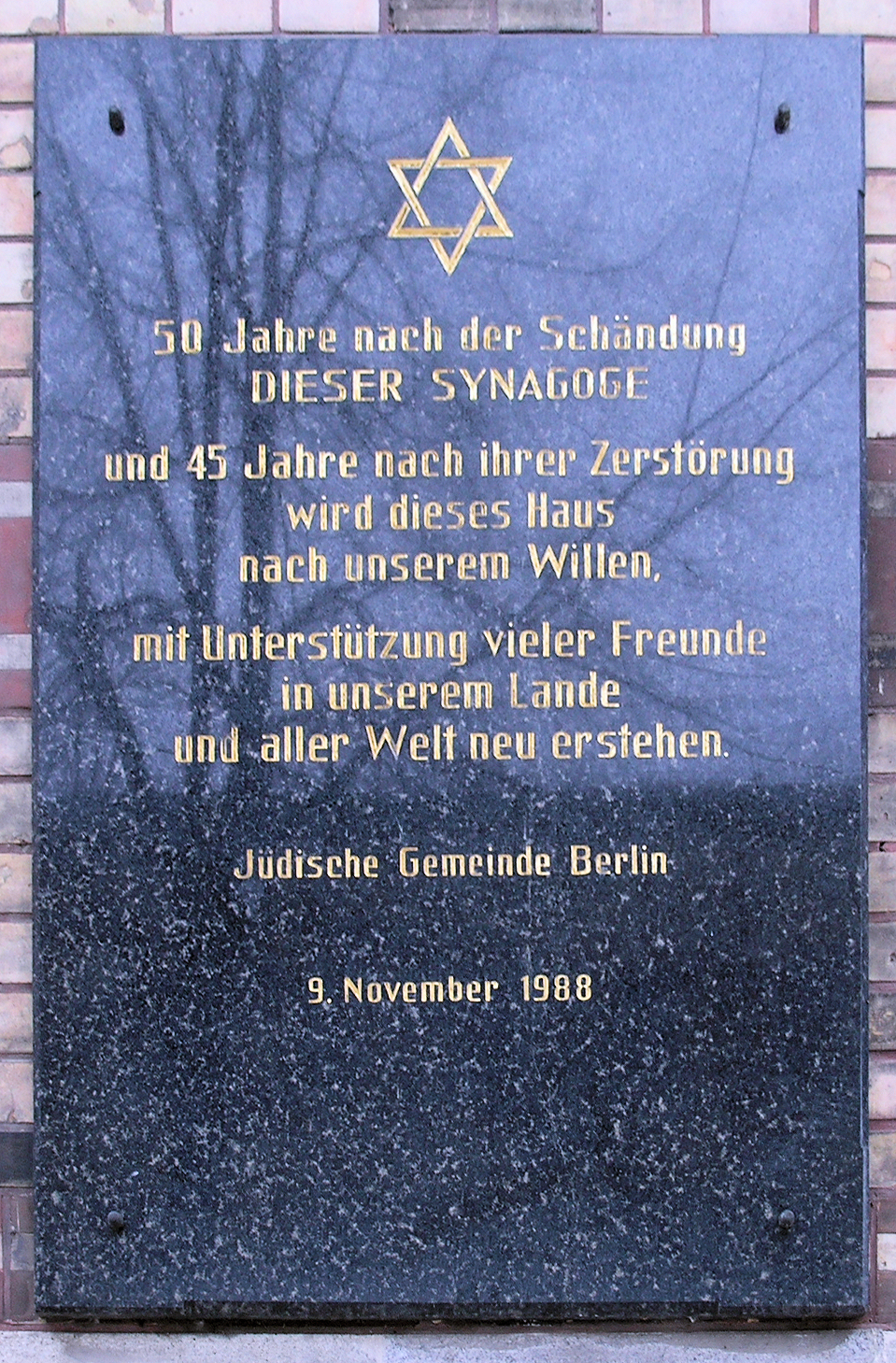
La targa del 9 novembre 1988

Con la fine della guerra fredda si poté infatti procedere, tra il 1988 e il 1993, a lavori di ricostruzione e restauro, limitati alle strutture sopravvissute della facciata e dei locali di ingresso e alla cupola. La grande sala di preghiera non fu ripristinata e nel maggio 1995 una piccola sinagoga (la Synagoge Oranienburger Straße) fu ricavata riadattando uno dei locali dell'edificio.
La maggior parte dello spazio è oggi usata come museo: il Centrum Judaicum. La visita guidata consente di visitare i locali di ingresso, la cupola ed anche lo spazio aperto che si trova dietro i locali restaurati della facciata, dove un tempo era la grande sala di preghiera. Volutamente in questa area non sono stati compiuti interventi ricostruttivi affinché l'entità delle devastazioni rimanesse evidente; una struttura in vetro e acciaio protegge i visitatori dai frammenti rimasti di muratura della ex sinagoga. La planimetria originale è resa evidente da un perimetro tracciato a terra, che dà una chiara idea delle dimensioni delle parti andate distrutte.
La comunità ebraica berlinese è oggi nuovamente in piena espansione e la sinagoga nuova di Berlino, con il Centrum Judaicum e la piccola sinagoga, è uno dei centri di tale rinascita.

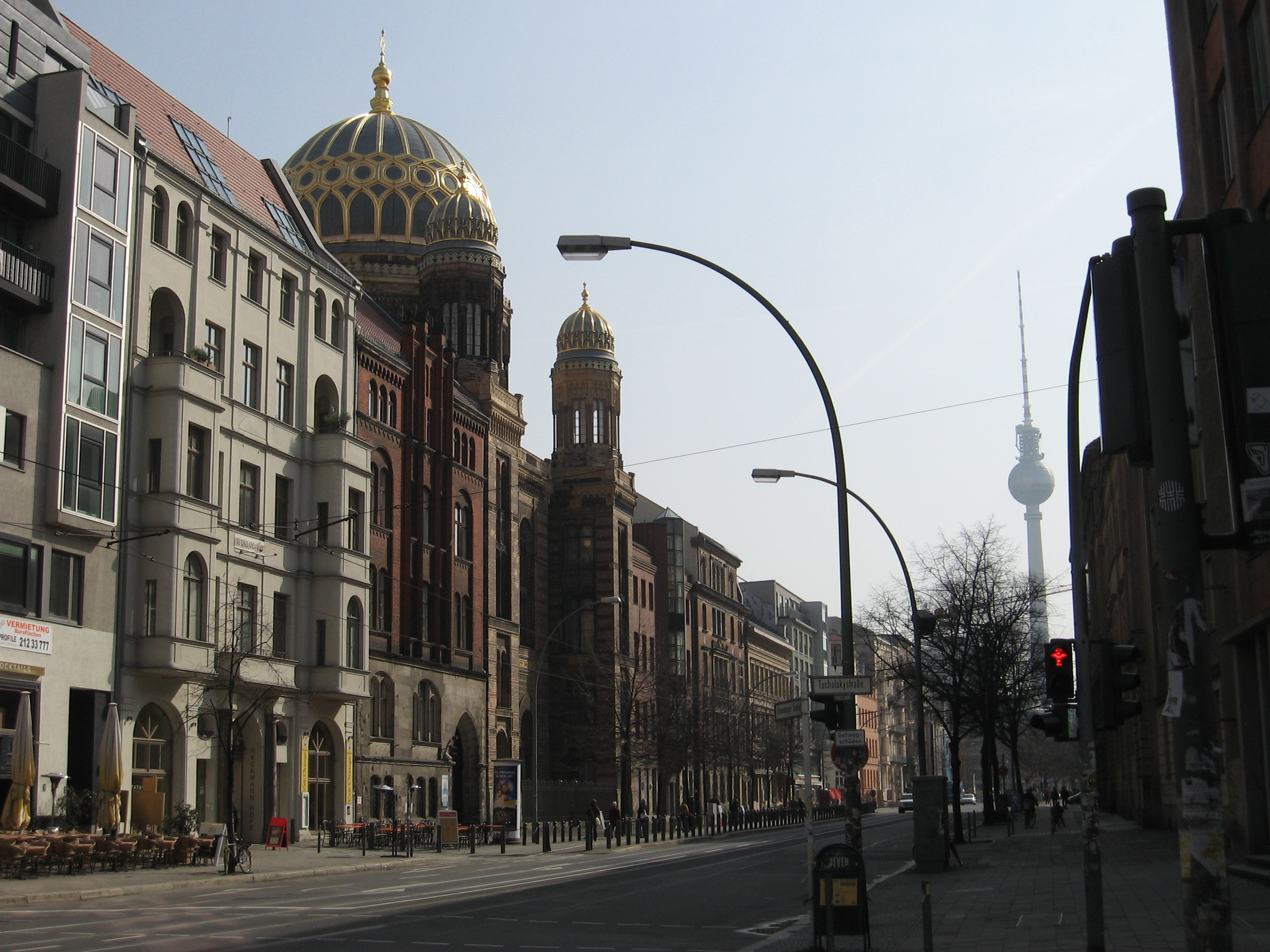
2007
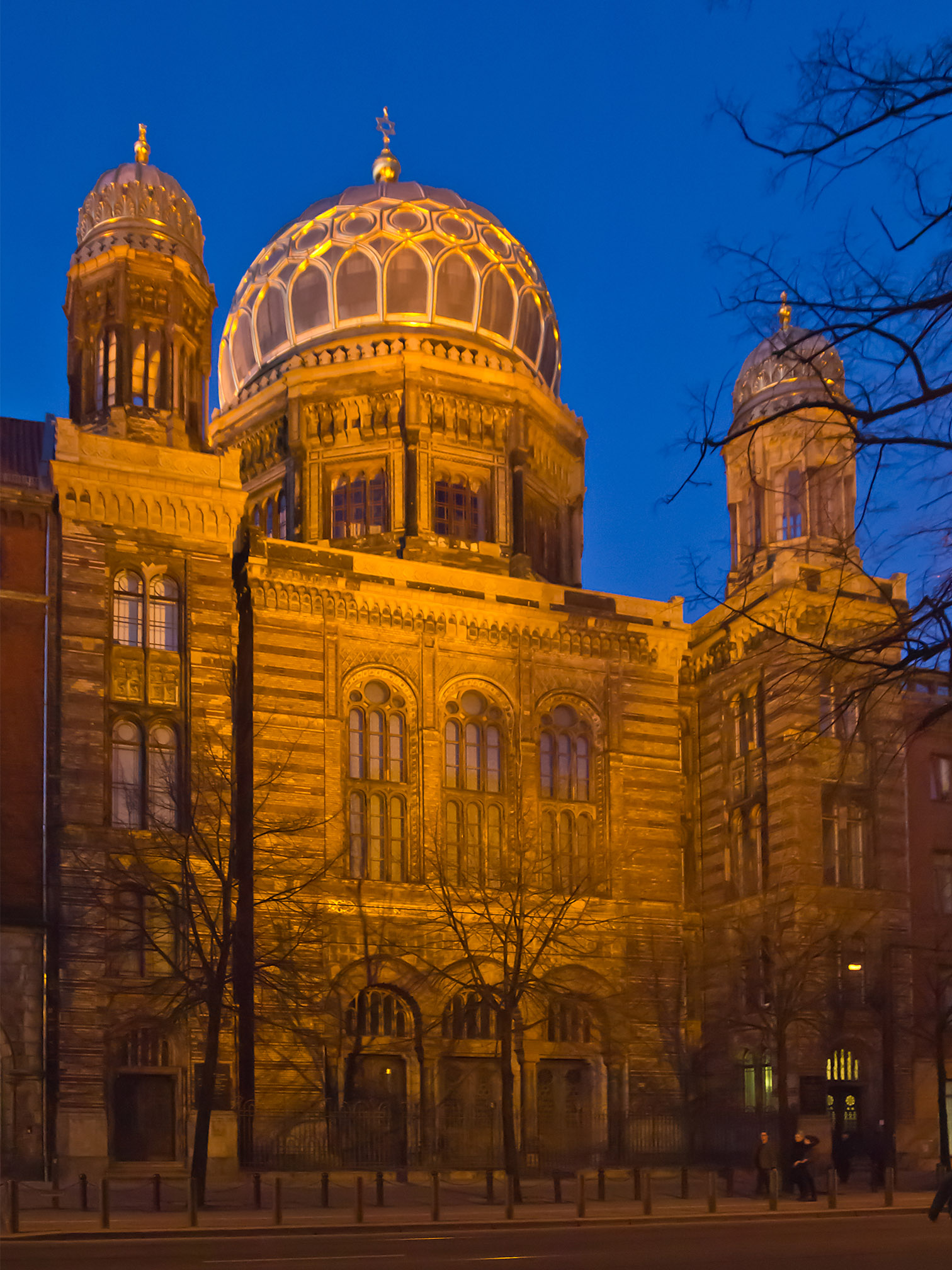
2012